# Eino Antero Luukkanen
Podplukovník Eino Antero Luukkanen (4. června 1909 – 10. dubna 1964), přezdívaný Eikka, byl finský stíhací pilot a nejmladší velitel letky v historii finského letectva, třetí nejúspěšnější finský stíhač druhé světové války.
Je mu připisováno 60 sestřelů (58 uznáno podle oficiálních finských statistik, ruská strana po válce potvrdila ještě další dva sestřely). Jeho vojenská kariéra skončila v roce 1951, kdy jej finský nejvyšší vojenský soud shledal vinným vyzvědačstvím ve prospěch USA (předával Američanům letecké snímky ruských vojenských objektů). Byl propuštěn z armády bez nároku na penzi (rozsudek byl později revidován, penze mu byla navrácena).
V roce 1955 publikoval své válečné paměti pojmenované Hävittäjälentäjänä kahdessa sodassa (česky je vydalo nakladatelství REVI Publications pod názvem Stíhač nad Finskem).